# Ittla Frodi
Ittla Frodi, egentligen Ingvor Marianne Frodi, född 17 februari 1931 i Göteborg, död där 18 februari 2003, var en svensk skådespelare och manusförfattare.
Från 1970-talet var hon producent på Radioteatern, där hon även gjorde dokumentären Bara kvinnor – nakenbilder från Saltsjöbadens dambad. Hon är gravsatt i minneslunden på Galärvarvskyrkogården i Stockholm.

## Filmografi i urval
- 1954 – En karl i köket
- 1955 – Flickan i regnet
- 1957 – Pyret söker plats
- 1958 – Fridolf sticker opp!
- 1958 – Vi på Väddö
- 1959 – Rymdinvasion i Lappland
- 1959 – Sköna Susanna och gubbarna
- 1961 – Vi fixar allt
- 1961 – Åsa-Nisse bland grevar och baroner
- 1961 – Hällebäcks gård
- 1965 – Åsa-Nisse slår till
- 1968 – Sarons ros och gubbarna i Knohult
- 1968 – Kvinnolek
- 1968 – Tant Grön, tant Brun och tant Gredelin
- 1968 – Petters och Lottas jul
- 1968 – Farbror Blås nya båt
- 1968 – Tant Bruns födelsedag
- 1969 – The Indelicate Balance
- 1970 – Petter och Lotta på nya äventyr
- 1971 – Maid in Sweden

### Filmmanus
- 1971 – Familjen Ekbladh
- 1976 – Väninnorna

## Teater

### Roller (ej komplett)
| År   | Roll | Produktion                                  | Regi            | Teater      |
| ---- | ---- | ------------------------------------------- | --------------- | ----------- |
| 1955 |      | Lyckliga dagar Claude-André Puget           | Börje Mellvig   | Riksteatern |
| 1960 |      | Mannen och hans överman George Bernard Shaw | Gustaf Molander | Riksteatern |